# Guido Ascanio Sforza di Santa Fiora
Guido Ascanio Sforza di Santa Fiora (né le 26 novembre 1518 à Rome, alors capitale des États pontificaux, et mort à Mantoue le 6 octobre 1564) est un cardinal italien du XVIe siècle.
Sa mère, Costanza Farnese, est la fille naturelle du pape Paul III (1534-1549) et de Silvia Ruffini. Son père est Bosio II Sforza, comte de Santa Fiora et autres lieux. Il est le frère du cardinal Alessandro Sforza (1565), l'oncle du cardinal Francesco Sforza (1583) et le grand-oncle du cardinal Federico Sforza (1645).

## Biographie
Le grand-père de Guido Ascanio Sforza di Santa Fiora, le pape Paul III, le crée cardinal lors du consistoire du 18 décembre 1534. Il a alors 16 ans.
Guido Sforza avait été nommé évêque de Montefiascone et Corneto en 1528 - il avait alors 10 ans - et il démissionnera en 1548. Il est légat apostolique à Bologne et en Romagne en 1536-1540, camerlingue de 1537 à 1564, administrateur apostolique du diocèse de Parme de 1535 à 1560, administrateur du patriarcat latin d'Alexandrie en 1541 et administrateur du diocèse d'Anglona-Tursi en 1542. Il fut brievement évêque de Lodève, de 1546 à 1547.
Il est brièvement incarcéré en 1555, accusé de conspirer avec les Espagnols. Il avait en effet donné des ordres pour que trois galères commandées par son frère, retirées du service de la France, soient acheminées à Naples, et non pas à Civitavecchia comme l'avait exigé le pape Paul IV.
Le cardinal Sforza participa au conclave de 1549-1550, lors duquel Jules III fut élu pape, à ceux de 1555 (élection de Marcel II et de Paul IV) et enfin à celui de 1559, qui vit l'élection de Pie IV).